# Iwan Wyrypajew
Iwan Aleksandrowicz Wyrypajew (ur. 3 sierpnia 1974 w Irkucku) – rosyjski i polski aktor, reżyser i dramatopisarz rosyjskiego pochodzenia.

## Życiorys
Absolwent wydziału aktorskiego Irkuckiej Szkoły Teatralnej. Studiował także reżyserię w Instytucie Teatralnym im. B. Szczukina w Moskwie.
W 1998 r. założył w Irkucku teatr studyjny Przestrzeń Gry, który został zlikwidowany z powodu trudności finansowych i nieprzychylności władz. Aktor przeniósł się do Moskwy i od 2001  r.  współpracował w moskiewskim Teatr.doc. Międzynarodowy rozgłos przyniósł mu dramat Sny.
Laureat nagrody Paszport „Polityki” za 2012 w kategorii „Teatr”. 

## Życie prywatne
Ma syna Gienadija (ur. 1994) z pierwszego małżeństwa. Ma także syna Piotra (ur. 2005) z drugiego małżeństwa z aktorką Poliną Aguriejewą.
W 2007 r. poślubił polską aktorkę Karolinę Gruszkę. W sierpniu 2012 urodziła się im córka.
Mieszka w Polsce. W maju 2022 poinformował, że uzyskał polskie obywatelstwo. Wniosek o nadanie złożył jeszcze przed inwazją Rosji na Ukrainę. W maju 2023 został zaocznie skazany przez sąd w Moskwie za „szerzenie fałszywych informacji na temat armii rosyjskiej” (sprzeciwia się wojnie rosyjsko-ukraińskiej) na 7,5 roku więzienia.

## Twórczość

### Sztuki teatralne
- Sny (Сны, 1999)
- Miasto gdzie ja (Город, где я, 2001)
- Walentynki (Валентинов день, 2001)
- Tlen (Кислород, 2003)
- Księga Rodzaju № 2 (Бытие №2, 2004)
- Lipiec (Июль, 2006)
- Taniec »Delhi«
- Letnie osy kąsają nas nawet w listopadzie
- Cherry Man (2023)[6]

### Reżyseria teatralna
- Lipiec (Teatr na Woli w Warszawie, 2009)
- Taniec »Delhi« (Teatr Narodowy w Warszawie, 2010)
- Ufo. Kontakt (Teatr Studio w Warszawie, 2010)
- Nieznośnie długie objęcia (Teatr Powszechny w Warszawie, 2015)[7]

### Filmy fabularne
- Euforia (Эйфория, 2006)
- Tlen (Кислород, 2009)
- Taniec Delhi(inne języki) (Танец Дели, 2012)
- Zbawienie (Спасение /Spasenije/, 2015)